# Carica aprica
Carica aprica är en tvåhjärtbladig växtart som beskrevs av Badillo. Carica aprica ingår i släktet Carica och familjen Caricaceae. Inga underarter finns listade i Catalogue of Life.